# Gunnar Börjeson
Gunnar Börjeson, född 4 augusti 1877 i Våbensted på Lolland i Danmark, död 1945, var en svensk bildkonstnär. Han var son till John Börjeson och bror till Börje och Lena Börjeson.
Börjeson studerade vid Beskowska skolan 1884–1887, vid Althins målarskola 1897–1898 och vid Konstakademien 1898–1903. Han företog studieresor till Paris 1904 och till Tyskland, Italien och Frankrike 1905–1908 varunder han under ett och ett halvt år uppehöll sig i Rom med omgivningar, bland annat en sommar som Kristian Zahrtmanns elev. Från 1914 var han bosatt i Danmark.
Börjeson gjorde bland annat figur- och landskapsmålningar.